# Municipio de Dexter (Dakota del Norte)
El municipio de Dexter (en inglés: Dexter Township) es un municipio ubicado en el condado de Richland en el estado estadounidense de Dakota del Norte. En el año 2010 tenía una población de 67 habitantes y una densidad poblacional de 0,72 personas por km².

## Geografía
El municipio de Dexter se encuentra ubicado en las coordenadas 46°8′40″N 97°10′38″O / 46.14444, -97.17722. Según la Oficina del Censo de los Estados Unidos, el municipio tiene una superficie total de 92.8 km², de la cual 90,67 km² corresponden a tierra firme y (2,3 %) 2,13 km² es agua.

## Demografía
Según el censo de 2010, había 67 personas residiendo en el municipio de Dexter. La densidad de población era de 0,72 hab./km². De los 67 habitantes, el municipio de Dexter estaba compuesto por el 98,51 % blancos, el 1,49 % eran isleños del Pacífico. Del total de la población el 0 % eran hispanos o latinos de cualquier raza.